# سینما آریانا

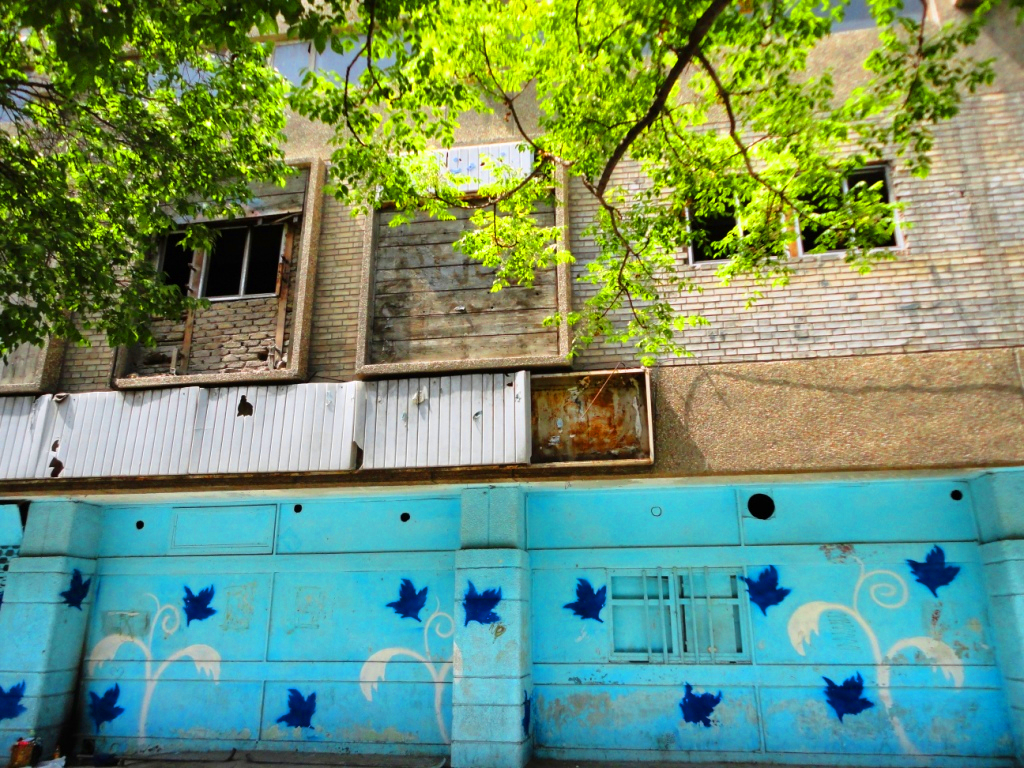
سینما آریانا

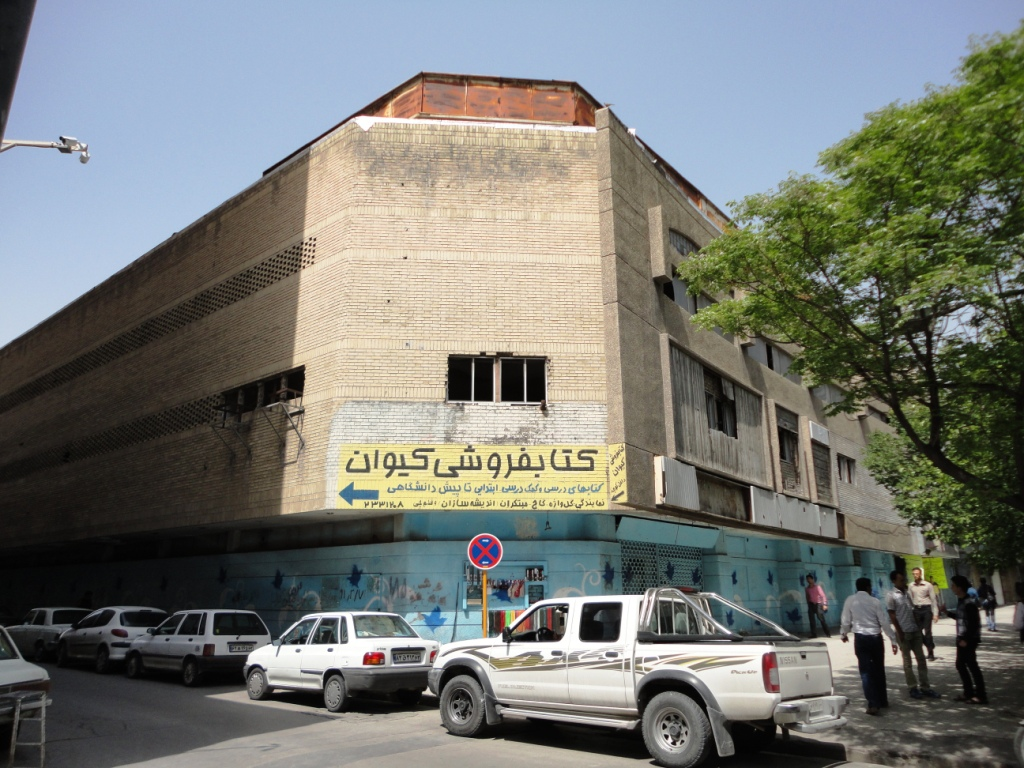
سینما آریانا

سینما آریانا واقع در خیابان زند در سال ۱۳۴۸ به عنوان مجهزترین سینمای شیراز توسط شاهرخ گلستان ساخته و افتتاح شد. این سینما در خیابان کریم خان زند شیراز است.

## تاریخچه
این سینما کار خود را در تیر ۱۳۴۸ با نمایش فیلم ۲۰۰۱: ادیسه فضایی استنلی کوبریک آغاز کرد. سینما آریانا با امکانات نمایشی ممتاز و داشتن سامانه‌های گرمایشی و سرمایشی در مدتی کوتاه به جایگاه بهترین سینمای شیراز رسید و میزبان برنامه‌های ملی و بین‌المللی بود و بیشتر جای دانشگاهیان، درس خوانده‌ها و خانوده‌هایی بود که به درونمایه فیلم‌ها بیشتر اهمیت می‌دادند. بسیاری از بزرگان سینماهای جهان از جمله آنتونی کوئین، الیزابت تیلور، استلا استیونس، و آکیرا کوروساوا هم در این سینما حضور داشتند. شاهرخ گلستان همچنین زیرزمین سینما را تبدیل به باشگاه شبانه کرد. این سینما در سال ۱۳۵۷ به آتش کشیده شد. پس از بازسازی مدتی تئاتر کودکان بود و سپس به کارگاه صحافی و تولید نوشت‌افزار تبدیل شد. هم‌اکنون آن کارگاه نیز به محلی متروکه تبدیل شده‌است.